# Gouvernement Davutoğlu I
Pour les articles homonymes, voir Gouvernement Davutoğlu.
République de Turquie
Erdoğan III Davutoğlu II
Le gouvernement Davutoğlu I (en turc : 62. Türkiye Hükûmeti) est le soixante-deuxième gouvernement de la république de Turquie, en fonction du 29 août 2014 au 28 août 2015, durant la vingt-quatrième législature de la Grande Assemblée nationale.
Ahmet Davutoğlu présente la démission de son gouvernement le 9 juin 2015 et expédie les affaires courantes jusqu'au 28 août 2015 et la mise en place d'un gouvernement provisoire chargé de rester en place pour assurer la tenue des élections et la continuité du pouvoir exécutif.

## Coalition et historique
Le 10 août 2014, le Premier ministre Recep Tayyip Erdoğan est élu à la présidence de la République à la suite de l'élection présidentielle de 2014. Le Haut-Conseil électoral (YSK) proclame les résultats le 15 août. Vu la Constitution, il était attendu que Recep Tayyip Erdoğan présente au président sortant Abdullah Gül la démission de son gouvernement le jour de la proclamation officielle des résultats. Recep Tayyip Erdoğan ne rendra la démission de son gouvernement que la veille de son intronisation officielle le 28 août, avec presque deux semaines de retard. Pour cette raison Kemal Kılıçdaroğlu, chef du principal parti d'opposition, refusera d'être présent à la cérémonie d’intronisation qui se déroula pour la dernière fois au palais de Çankaya. 

### Formation
Le 28 août 2014 Recep Tayyip Erdoğan charge Ahmet Davutoğlu, nouveau président de l'AKP et Premier ministre par intérim, de la constitution d'un gouvernement. Ce dernier lui présente la liste des ministres le 29 août 2014 pour approbation. La composition de ce gouvernement est très légèrement différente (4 nouveaux ministres) de celle du précédent, ce qui a été qualifié de simple « remaniement ».
Ahmet Davutoğlu déclare dans son discours d’investiture qu'il fera de la réforme de la Constitution sa priorité et poursuivra la politique de Recep Tayyip Erdoğan et la lutte contre les « ennemis de l’État ».
Le 6 septembre 2014 le gouvernement Davutoğlu obtient la confiance de la Grande Assemblée nationale de Turquie (306 voix contre 133).

### Succession
L'AKP perd sa majorité absolue lors des élections du 7 juin 2015 et aucune des autres formations politiques de la Grande Assemblée nationale de Turquie (le CHP nationaliste social-démocrate, le MHP nationaliste conservateur et le HDP gauche écologiste et antilibérale) n'accepte d’emblée une coalition avec l'AKP. Le 9 juin 2015 Ahmet Davutoğlu présente à Recep Tayyip Erdoğan la démission de son gouvernement, qui l'accepte, dès lors le gouvernement expédie les affaires courantes jusqu'à son remplacement,.
Après l'échec de la constitution d’un gouvernement de coalition par la 25e législature, Recep Tayyip Erdoğan dissout la Grande Assemblée nationale de Turquie, convoque des élections et constitue avec le président de la Grande Assemblée nationale de Turquie un gouvernement provisoire. Ce dernier défini par l'article 114 de la Constitution turque de 1982 est en fonctions pour assurer la tenue des législatives de novembre 2015. Ahmet Davutoğlu et plusieurs ministres AKP conservent leurs sièges, mais environ la moitié des sièges est renouvelée.

## Composition

### Initiale (29 août 2014)
- Les nouveaux ministres sont indiqués en gras, ceux ayant changé d'attributions en italique.

| Fonction                                                     | Titulaire | Titulaire          | Parti |
| ------------------------------------------------------------ | --------- | ------------------ | ----- |
| Premier ministre                                             |           | Ahmet Davutoğlu    | AKP   |
| Vice-Premier ministre                                        |           | Ali Babacan        | AKP   |
| Vice-Premier ministre Porte-parole du gouvernement           |           | Bülent Arınç       | AKP   |
| Vice-Premier ministre                                        |           | Yalçın Akdoğan     | AKP   |
| Vice-Premier ministre                                        |           | Numan Kurtulmuş    | AKP   |
| Ministre des Affaires étrangères                             |           | Mevlüt Çavuşoğlu   | AKP   |
| Ministre de l'Intérieur                                      |           | Efkan Ala          | AKP   |
| Ministre des Finances                                        |           | Mehmet Şimşek      | AKP   |
| Ministre de la Justice                                       |           | Bekir Bozdağ       | AKP   |
| Ministre de l'Énergie et des Ressources naturelles           |           | Taner Yıldız       | AKP   |
| Ministre de l'Alimentation, de l'Agriculture et de l'Élevage |           | Mehdi Eker         | AKP   |
| Ministre de la Culture et du Tourisme                        |           | Ömer Çelik         | AKP   |
| Ministre de la Santé                                         |           | Mehmet Müezzinoğlu | AKP   |
| Ministre de l'Éducation nationale                            |           | Nabi Avcı          | AKP   |
| Ministre de la Défense nationale                             |           | İsmet Yılmaz       | AKP   |
| Ministre de la Science, de l'Industrie et de la Technologie  |           | Fikri Işık         | AKP   |
| Ministre du Travail et de la Sécurité sociale                |           | Faruk Çelik        | AKP   |
| Ministre des Transports, de la Mer et des Communications     |           | Lütfi Elvan        | AKP   |
| Ministre de l'Environnement et de l'Urbanisme                |           | İdris Güllüce      | AKP   |
| Ministre de la Famille et de la Politique sociale            |           | Ayşenur İslam      | AKP   |
| Ministre des Affaires de l'Union européenne                  |           | Volkan Bozkır      | AKP   |
| Ministre de l'Économie                                       |           | Nihat Zeybekci     | AKP   |
| Ministre de la Jeunesse et des Sports                        |           | Akif Çağatay Kılıç | AKP   |
| Ministre du Développement                                    |           | Cevdet Yılmaz      | AKP   |
| Ministre des Douanes et du Commerce                          |           | Nurettin Canikli   | AKP   |
| Ministre des Forêts et des Eaux                              |           | Veysel Eroğlu      | AKP   |

### Remaniement du 7 mars 2015
- Les nouveaux ministres sont indiqués en gras, ceux ayant changé d'attributions en italique.

| Fonction                                                     | Titulaire   | Titulaire                          | Parti       |
| ------------------------------------------------------------ | ----------- | ---------------------------------- | ----------- |
| Premier ministre                                             |             | Ahmet Davutoğlu                    | AKP         |
| Vice-Premier ministre                                        |             | Ali Babacan                        | AKP         |
| Vice-Premier ministre Porte-parole du gouvernement           |             | Bülent Arınç                       | AKP         |
| Vice-Premier ministre                                        |             | Yalçın Akdoğan                     | AKP         |
| Vice-Premier ministre                                        |             | Numan Kurtulmuş                    | AKP         |
| Ministre des Affaires étrangères                             |             | Mevlüt Çavuşoğlu                   | AKP         |
| Ministre de l'Intérieur                                      |             | Sebahattin Öztürk                  | Indépendant |
| Ministre des Finances                                        |             | Mehmet Şimşek                      | AKP         |
| Ministre de la Justice                                       |             | Kenan İpek                         | Indépendant |
| Ministre de l'Énergie et des Ressources naturelles           |             | Taner Yıldız                       | AKP         |
| Ministre de l'Alimentation, de l'Agriculture et de l'Élevage |             | Mehdi Eker                         | AKP         |
| Ministre de la Culture et du Tourisme                        |             | Ömer Çelik                         | AKP         |
| Ministre de la Santé                                         |             | Mehmet Müezzinoğlu                 | AKP         |
| Ministre de l'Éducation nationale                            |             | Nabi Avcı                          | AKP         |
| Ministre de la Défense nationale                             |             | İsmet Yılmaz (jusqu'au 03/07/2015) | AKP         |
| Ministre de la Défense nationale                             | Vecdi Gönül |                                    | AKP         |
| Ministre de la Science, de l'Industrie et de la Technologie  |             | Fikri Işık                         | AKP         |
| Ministre du Travail et de la Sécurité sociale                |             | Faruk Çelik                        | AKP         |
| Ministre des Transports, de la Mer et des Communications     |             | Feridun Bilgin                     | Indépendant |
| Ministre de l'Environnement et de l'Urbanisme                |             | İdris Güllüce                      | AKP         |
| Ministre de la Famille et de la Politique sociale            |             | Ayşenur İslam                      | AKP         |
| Ministre des Affaires de l'Union européenne                  |             | Volkan Bozkır                      | AKP         |
| Ministre de l'Économie                                       |             | Nihat Zeybekci                     | AKP         |
| Ministre de la Jeunesse et des Sports                        |             | Akif Çağatay Kılıç                 | AKP         |
| Ministre du Développement                                    |             | Cevdet Yılmaz                      | AKP         |
| Ministre des Douanes et du Commerce                          |             | Nurettin Canikli                   | AKP         |
| Ministre des Forêts et des Eaux                              |             | Veysel Eroğlu                      | AKP         |